# 1945년 오스트리아 국민의회 선거
1945년 오스트리아 국민의회 선거는 전체 183석의 국민의회 의원들을 선출하기 위해 1945년 11월 25일에 실시되었다. 선거 결과 기독교사회당의 후신 국민당이 과반 의석을 획득하였으나 사회민주당, 공산당과의 대연정을 꾸렸다.

## 선거 결과
| 정당   | 정당                  | 득표수    | %     | 의석 |
| ------ | --------------------- | --------- | ----- | ---- |
|        | 오스트리아 국민당     | 1,602,227 | 49.80 | 85   |
|        | 오스트리아 사회민주당 | 1,434,898 | 44.60 | 76   |
|        | 오스트리아 공산당     | 174,257   | 5.42  | 4    |
|        | 오스트리아 민주당     | 0.18      | 0     |      |
|        |                       |           |       |      |
| 합계   | 합계                  | 3,217,354 | 100   | 165  |
|        |                       |           |       |      |
| 유효표 | 유효표                | 3,217,354 | 98.89 |      |
| 무효표 | 무효표                | 35,975    | 1.11  |      |
| 투표   | 투표                  | 3,253,329 |       |      |